# C7H4F2O2
化学式C7H4F2O2（摩尔质量：158.1 g/mol）可以指以下化合物：
- 2,6-二氟苯甲酸，CAS号：385-00-2
- 1,2-(二氟亚甲二氧基)苯，CAS号：1583-59-1

|  | 这个同类索引页列出了具有相同分子式的化学物（即同分異構體）条目。 除非您是有意链接至本页，否则应将相应条目的内部链接指向正确的条目。 |